# ファミっ子大集合
『ファミっ子大集合』（ファミっこだいしゅうごう）は、テレビ東京系列局で放送されたアルファ放送制作製作のテレビゲーム情報番組（ゲーム番組）。『ファミっ子大作戦』の後継番組として1988年4月4日から1991年3月25日まで放送された。

## 放送時間
いずれもテレビ東京の時間帯とする（出典：）。
| 放送期間   | 放送期間   | 放送時間（日本時間）       |
| ---------- | ---------- | -------------------------- |
| 1988.04.06 | 1989.03.29 | 水曜 18:00 - 18:25（25分） |
| 1989.04.07 | 1990.03.30 | 金曜 18:30 - 19:00（30分） |
| 1990.04.05 | 1991.03.28 | 木曜 17:00 - 17:30（30分） |

## 出演者

### 司会
- 長江健次
- すわしんじ
- 志賀正浩[2]
- 菅原孝
- 山田昭子
- 清水由貴子

### コメンテーター
- 島村守之(当時:ビックカメラ池袋東口店店長)- 『今週のファミコンソフトベスト10』初代担当レポーター。

### レポーター
- マイケル - 番組中期に登場した「マスコットアシスタント」。『名人に挑戦』の解説およびレポート担当。
- 桂竹丸　- 『今週のファミコンソフトベスト10』担当レポーター。Theゲームパワーでも続役。
- 磯辺莉英 - 『今週のファミコンソフトベスト10』アシスタント。Theゲームパワーでもロケコーナーのアシスタントを担当後、メインアシスタントに就任。

### ナレーター
- 堀内賢雄
- 堀越真己

共に『最新ソフト情報』に出演。堀内と堀越は、この番組以降のアルファ放送制作のゲーム番組でも、最新ソフト紹介コーナーでホリホリコンビとしてナレーターを担当することとなる。なお、堀内は『ゲーム王国』の中期頃に降板した。

## 主な番組内容

### 一般視聴者参加ゲームバトルコーナー
15分の制限時間でゲームの得点を競うコーナーで、優勝者には玩具などがプレゼントされた。出場者は会場に来ていた観客の中から抽選されていたため、初めて触れるゲームに当たってしまう出場者もいた。

#### 名人に挑戦
前期のコーナー。一般視聴者9人（主に低学年の小学生から中学生まで）とゲーム会社の名人が、あらかじめ決められたゲームソフトに挑戦。名人の出した得点に一番近かった得点を出した挑戦者が優勝となる。

#### マイケルに挑戦
番組マスコットアシスタントのマイケルが名人の代わりに登場するコーナー。しかし、当のマイケルはゲームが下手で、小学生と勝負にならなかったために数回で終了し、替わって下記「ファミっ子チャレンジランド」が行われるようになった。

#### ファミっ子チャレンジランド
ファミっ子大作戦で行われていたハイスコアチャレンジとほぼ同じ内容。一般視聴者10人があらかじめ決められたゲームソフトに挑戦して得点を競っていたコーナーで、最終的に得点が高かった出場者が勝者に認定された。

### 最新ソフト情報
VTRにて数か月後にて発売されるファミコン、PCエンジンの各ソフト紹介。また、スタジオでも2本ほど紹介する。

### ファミっ子情報局
ファミコンソフトの最新作紹介、裏技情報。ゲーム会社主催のお知らせなどを紹介。

### ファミっ子攻略塾
番組後期のコーナーで、光栄の歴史シミュレーションゲームなど対象年齢高めのゲームの進め方などの解説が行われていた。

### 今週のファミコンソフトベスト10
このコーナーの収録は、スポンサーのビックカメラ旧池袋北口店で行われていた。

### GAMEBOYアタック
後期のコーナー。当時発売されたばかりだったゲームボーイのソフト紹介コーナーも兼ねていた。

## その他
- 番組は1か月分をまとめて収録したものを放送していた。観客募集は往復はがきを通じて行われていた。
- ソフト紹介やゲームバトルコーナーで使用していたハードは任天堂製のファミリーコンピュータではなく、シャープ製のツインファミコンだった。

## スタッフ
- 構成:柏木照世
- TD:竹内勝治
- カメラ:石森和弘
- VE:鈴木隆
- VTR:検校義孝
- 音声:手塚浩通
- 照明:本田郁美
- 美術:田汲喜義
- メイク:西村ひとみ
- TK:池田佳寿子
- 編集・MA:ビームテレビセンター
- 選曲:ミューズサウンドクリエイション
- AD:高橋雅之
- 協力:ACT
- ディレクター:小島通昭
- プロデューサー:大木啓司(テレビ東京)、井上眞紀代
- 製作:テレビ東京、アルファ放送制作